# Karl Rudolf Karrasz
Karl Rudolf Karrasz (* 15. Januar 1846 in Hochpetsch, Kaisertum Österreich; † 2. November 1912 in Temesvár, Königreich Ungarn) war ein rumäniendeutscher Komponist, Pianist und Musikpädagoge.

## Leben
Karrasz besuchte die Riemonsche Musikschule in Brüx und war ab 1864 Student an der Prager Orgelschule. Ab 1868 war er Chormeister des Orawitzer Musik- und Gesangsvereins, mit dem er bereits im ersten Jahr vier Operetten aufführte, und wirkte als Musiklehrer. 1872 kündigte er seine Stellung, um in Temeswar eine eigene Musikschule zu gründen. Er leitete neben seiner Lehrtätigkeit den Chor des Temeswarer Philharmonischen Vereins, zeitweise gemeinsam mit Wilhelm Franz Speer und mit Martin Nováček. Der erfolgreiche Chorleiter wurde auch zum Ehrenmitglied des Lugoscher Musik- und Gesangvereins (1879) und zum Ehrenchormeister des Fabrikstädter Gesang- und Musikvereins ernannt.
1881 gründete Karrasz die Banater Musik- und Sängerzeitung, die erste Zeitung dieser Art in der Region. 1889 eröffnete er die Erste concessionirte Musikbildungs-Anstalt, an der Unterricht in Klavier, Violine, Gesang, Harmonie- und Kompositionslehre gegeben wurde. Im Folgejahr gehörte er zu den Gründungsmitgliedern des Temeswarer Gesangvereins Typographia, dessen Präses er wurde. 1906 wurde er Klavierlehrer an der neu gegründeten Städtischen Musikschule. 
Bereits als Achtzehnjähriger trat Karrasz als Pianist und Organist hervor. Später spielte er häufig die Klavierbegleitung bei Aufführungen des Temeswarer Philharmonischen Vereins. 1875 spielte er Liszts dramatische Klavierbegleitung zu Mór Jókais Gedicht Des todten Dichters Liebe. Von Karrasz' über 400 eigenen Kompositionen sind 40 Werke – überwiegend Chorwerke – bekannt.